# Evropski policijski urad
Evropski policijski urad, bolj znan po kratici Europol, je organizacija Evropske unije za kazenski pregon, ki obravnava informacije o kaznivih dejanjih. 

## Zgodovina
Europol je bil ustanovljen z Maastrichtsko pogodbo o Evropski uniji 7. februarja 1992. Za sedež organizacije je bilo izbrano nizozemsko mesto Haag. Začasno je začel Europol delovati 3. januarja 1994, sprva pa je v okviru te organizacije delovala samo služba za droge. Postopoma so se pristojnosti organizacije širile tudi na druga pomembna področja kriminalitete. S 1. januarjem 2002 so se njegova pooblastila razširila na obravnavanje vseh resnih oblik mednarodnega kriminala. Konvencijo o Europolu so ratificirale vse države članice EU, veljati pa je začela 1. oktobra 1998. Po sprejetju več pravnih aktov, povezanih s Konvencijo, je Europol 1. julija 1999 začel v celoti opravljati svojo dejavnost. Leta 2007 sta Konvencijo o Europolu ratifivirali še Bolgarija in Romunija, tako da od tega leta naprej Europol deluje na tleh 27 evropskih držav. 
Kmalu za tem je bila sprejeta odločitev, da bo Europol s 1. januarjem 2010 postal polnopravna agencija Evropske unije. V tem primeru bo namreč lažje vpeljavati reforme, ki jih je trenutno potrebno vpeljevati z amandmaji h Konvenciji.

## Namen in naloge Europola
Namen Europola je izboljšati učinkovitost in sodelovanje med pristojnimi organi držav članic pri preprečevanju hudih oblik mednarodnega organiziranega kriminala in terorizma ter v boju proti njim. Europol se tako financira s prispevki držav članic v skladu z njihovimi BDP. Proračun Europola za leto 2003 je znašal 55,5 milijonov evrov, za leto 2007 70,5 milijonov , za leto 2008 pa 66,4 milijonov. Za nadzor obveznosti in izplačila odhodkov ter ustvarjanje in zbiranje prihodkov Europola je odgovoren finančni nadzornik, ki ga mora soglasno imenovati Upravni odbor.
Naloga Europola je čim več prispevati na področju ukrepov kazenskega pregona v Evropski uniji proti organiziranemu kriminalu in terorizmu, predvsem v boju proti delovanju organiziranih kriminalnih združb. Tako sodeluje tudi v akcijah proti nedovoljenim mrežam ilegalnega priseljevanja, ponarejanju denarja in drugih plačilnih sredstev, trgovini z ljudmi, vključno z otroško pornografijo, nedovoljeni trgovini z motornimi vozili, pranju denarja in drugih akcijah, v katerih sodeluje z nacionalnimi policijami ter drugimi organizacijami.

### Vodstvo
Direktorat Europola imenuje Svet Evropske unije, trenutno (junij 2008) pa ga sestavljajo direktor Max-Peter Ratzel (Nemčija), ter namestnika direktorja Mariano Simancas (Španija), Michel Quillé (Francija) ter Eugenio Orlandi (Italija).
Europol trenutno sestavlja 612 ljudi, od katerih je 118 uradnikov za zvezo iz različnih organov kazenskega pregona (policija, carina, žandarmerija, uradi za priseljence itd.), ostali člani pa so preiskovalci in drugi strokovnjaki. Največji delež zaposlenih predstavljajo Nizozemci, z nekaj več kot 130 zaposlenimi, za njimi pa so Nemci z nekaj manj kot 60 zaposlenimi ter Britanci in Belgijci z okoli 45 zaposlenimi.

### Nadzor
Europol je odgovoren Svetu ministrov za pravosodje in notranje zadeve, v katerem so predstavniki iz vseh držav članic. Tako predstavlja Svet ministrov nadzorno in usmerjevalno telo Europola, vse odločitve pa morajo biti sprejete soglasno, kar zagotavlja demokratičnost postopkov. Svet tako imenuje direktorja in namestnike direktorja ter potrjuje proračun. Letne računovodske izkaze revidira Skupni revizijski odbor, ki je sestavljen iz treh članov, le-te pa imenuje Računsko sodišče Evropskih skupnosti. 
Upravni odbor Europola sestavlja po en predstavnik iz vsake države članice, njegova splošna naloga pa je nadzorovati dejavnosti organizacije.
Skupni nadzorni organ, ki ga sestavljata po dva strokovnjaka za varstvo podatkov iz vsake države članice, nadzoruje vsebino in uporabo vseh osebnih podatkov, ki jih hrani Europol.